# Fatim Badjie

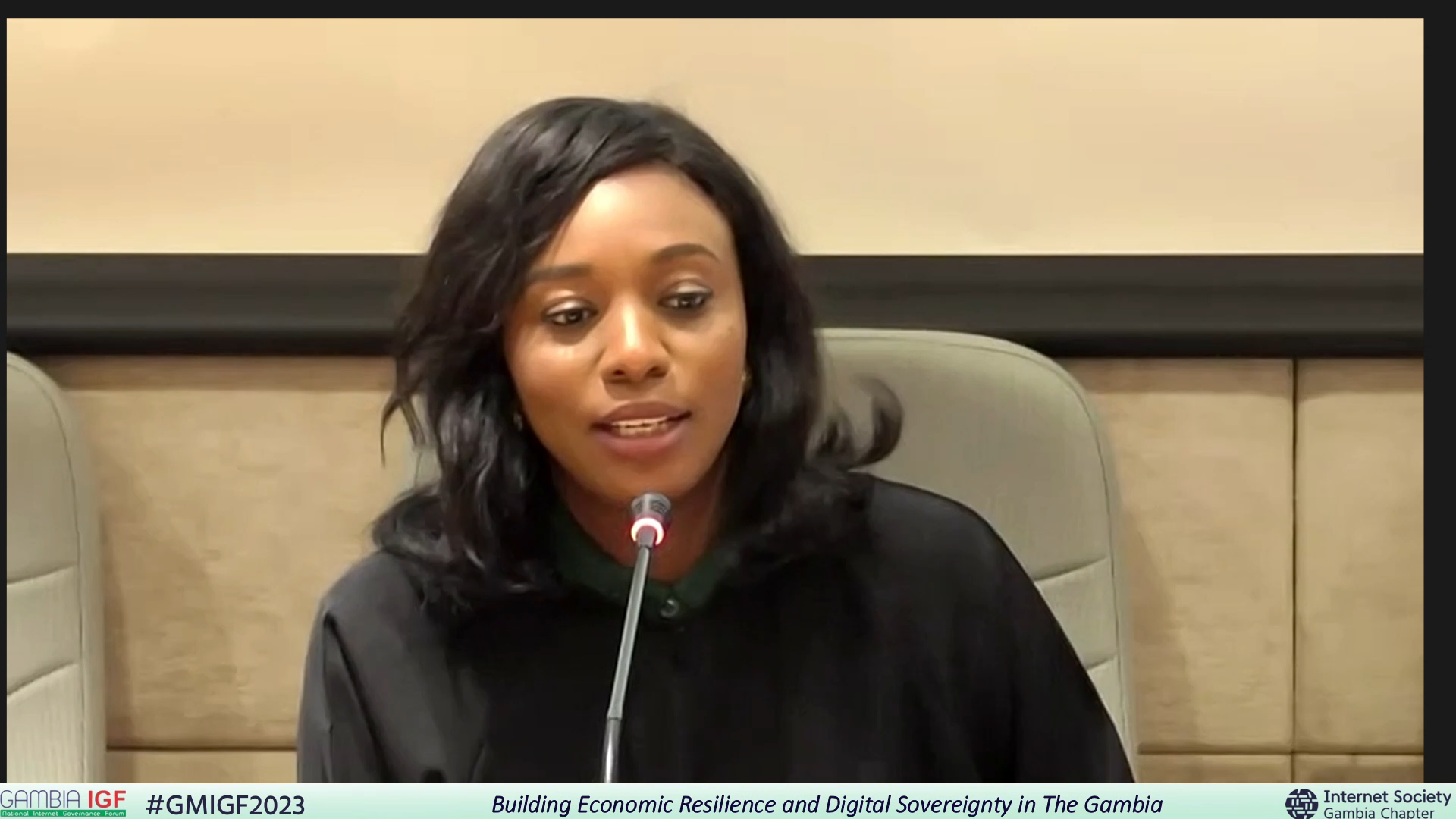
Fatim Badjie spricht auf dem Gambia National Internet Governance Forum 2023

Fatim Mbenga Badjie (* 13. November 1983 in Banjul) ist eine gambische Politikerin und Unternehmerin.

## Leben
Badjie ist die Tochter von Dembo M. Badjie, einem gambischen Botschafter der in Sierra Leone und Indien akkreditiert war. Sie entstammt der Volksgruppe der Diola.
Sie besuchte in Banjul ab 1999 bis 2001 die Gambia Senior Secondary School. Danach folgte ein Studienaufenthalt in Belgien und den Besuch der Tennessee State University, dort machte sie 2005 den Bachelor in Kommunikation. Anschließend war sie von März 2006 bis März 2008 Angestellte (als englisch senior communications officer) bei der privaten Mobilfunkgesellschaft Comium Gambia.
Im März 2008 wurde sie vom Staatspräsidenten Yahya Jammeh als Ministerin für Kommunikation und Informationstechnologie (englisch Secretary of state for communications and information technology) in Kabinett berufen und ersetzte Neneh MacDouall-Gaye. Badjie war bei ihrer ersten Berufung ins Kabinett das jüngste gambische Kabinettsmitglied. Bei einer Kabinettsumbildung im Februar 2009 wurde von diesem Posten enthoben. Als Ministerin für Gesundheit und Soziales (englisch Minister of health and social walfare) wurde sie im Februar 2011 erneut ins Kabinett berufen. Der Posten wurde ihr im Februar 2012 wieder entzogen.
Badjie gründete im März 2009 das Kommunikations- und PR-Unternehmen Ace Communications Executive (ACE), das sie nach ihrer Entlassung ab 2012 als CEO leitete.
Kurz nach ihrer Ernennung zur Ministerin für Kommunikation, Information und Informationstechnologie heiratete Badjie den Bankier Abdoulie Janneh, einen Neffen von Bala Garba-Jahumpa. Die Ehe blieb kinderlos und wurde bald wieder geschieden.

## Auszeichnungen und Ehrungen
- 2009: Officer, Order of the Republic of The Gambia